# Dichocrocis definita
Dichocrocis definita is een vlinder van de familie van de grasmotten (Crambidae), uit de onderfamilie van de Spilomelinae. De wetenschappelijke naam van deze soort is voor het eerst voorgesteld als Haritala definita door Arthur Gardiner Butler in een publicatie uit 1889.
De soort komt voor in India en Taiwan.